# François de Challant
 (février 2023).
Si vous disposez d'ouvrages ou d'articles de référence ou si vous connaissez des sites web de qualité traitant du thème abordé ici, merci de compléter l'article en donnant les références utiles à sa vérifiabilité et en les liant à la section « Notes et références ».
François de Challant (également italianisé en Francesco di Challant), (... – mort à Verrès le 28 avril 1442), noble valdôtain appartenant à la maison de Challant, est un comte italien du début du XVe siècle, qui fut le premier comte de Challant.
Le 15 août 1424 Francois de Challant obtient du duc de Savoie Amédée VIII l’érection de ses domaines en comté et il devient ainsi le premier comte de Challant. Sa disparition sans héritier mâle est à l’origine d’une longue guerre de succession qui oppose les membres des lignées cadettes de la maison de Challant à sa fille Catherine.

## Biographie

### Origines
François de Challant est le troisième fils d’Yblet de Challant. Tout jeune il est destiné à une carrière religieuse ; Il entre dans les ordres afin de devenir pronotaire apostolique auprès de la cour du Pape. Ses frères aînés étant morts sans héritier masculin, son père Yblet de Challant intervient auprès du souverain pontife pour obtenir la dispense des vœux afin qu’il puisse continuer la descendance (1383).

### Seigneur au service de la maison de Savoie
En 1409 après la mort de son père, François devient seigneur de Verrès, Issogne, Saint-Vincent, Ville-Challand, Chenal et Montjovet. Les seigneuries de Graines et de Châtillon reviennent à son frère Jean mais ces domaines lui font retour après le décès de ce dernier en 1410.
Comme son père Yblet de Challant, il assume diverses charges administrative et diplomatiques au service du duc de Savoie. Il est nommé en 1412 bailli du Val de Suze et du Canavèse. Conseiller du duc Amédée VIII de Savoie, en 1406 il est envoyé émissaire extraordinaire « chargé de traiter les questions délicates d’outremont ».
En 1440, il est nommé chevalier de l'« ordre du Collier de Savoie » (futur ordre suprême de la Très Sainte Annonciade). Il fut le quatrième membre de la famille de Challant à recevoir cette distinction après son père Yblet de Challant et Aymon et Boniface de Challant-Fénis.
Afin de garantir des dots à ses quatre filles le comte François de Challant contracte des emprunts il doit aliéner la seigneurie et le château de Chatillon qui reviennent à la maison de Savoie. Il concède également des franchises aux habitants de Graines (1418) et de Brusson (1423 & 1425), dans le Val d'Ayas, dont il avait hérité à la mort de son frère Jean.

### Mort
François de Challant meurt le 28 avril 1442 et est inhumé dans la cathédrale d'Aoste à qui il avait fait don le 30 avril 1421 d’un reliquaire de saint Jean-Baptiste et pour lequel il avait fait exécuter la mosaïque du chœur entre 1429 et 1434.
Sans héritier mâle, François de Challant institue dans ses dispositions testamentaires du 22 juin 1437 comme héritières de ses fiefs de Challant, Verrès, Issogne et Graines, ses deux filles survivantes Marguerite et Catherine de Challant.

### Une succession disputée
Bien qu’il ait obtenu pour ce faire le 9 août 1435 l’accord du duc Amédée VIII de Savoie, sa mort le 28 avril 1442 génère un soulèvement général des membres de la maison de Challant qui s’appuient sur la Loi salique qui, d’après les coutumes constantes du Duché, exclut les femmes des successions qu’elle réserve aux seuls héritiers mâles de la famille consanguine du défunt.
Jacques de Challant prend la tête de l’opposition à Catherine de Challant a qui sa sœur Margueritte s’est empressée de céder ses droits. Pour faire face à cette situation Catherine de Challant contracte une union avec Pierre Sarriod d’Introd qui, jusqu’à sa mort au combat, se fait le défenseur actif des droits de son épouse.
Après des années de lutte l’héritage de François de Challant est finalement dévolu en 1456 à Jacques de Challant-Aymavilles qui devient le deuxième Comte de Challant.

## Unions et Postérité
François de Challant a contracté deux unions :
avec Marguerite d'Oron héritière de la seigneurie de Bossonens
- Bonne citée dans le testament de son grand-père mais décédée avant son père sans héritier
- Antoinette citée dans le testament de son grand-père, morte célibataire en 1437

le 11 juin 1410 avec Françoise Maréchal de Meximieux morte le 28 janvier 1445,
- Marguerite épouse le 6 août 1424 Antoine de Monbreton, seigneur d’Entremont et de Montbreton.
- Catherine de Challant épouse en premières noces le 11 décembre 1430 Jean de Challant de la lignée des seigneurs de Fénis mort vers 1440.

## Sources
- (it) Cet article est partiellement ou en totalité issu de l’article de Wikipédia en italien intitulé « Francesco di Challant » (voir la liste des auteurs), édition du 2 septembre 2009.